# نیما مختاری
نیما مختاری (زادهٔ ۲۰ اردیبهشت ۱۳۷۷ در تنکابن) بازیکن فوتبال اهل ایران است.
وی همچنین در تیم‌های ملی فوتبال نوجوانان و جوانان و امید ایران بازی کرده‌است.